# 宮津大輔
宮津 大輔（みやつ だいすけ、1963年12月10日 - ）は、日本のアート・コレクター (Art Basel Global Patrons Council メンバー)、第三代横浜美術大学 学長(2020 - 22年)、同大学教授(2017年 - )、京都造形芸術大学 客員教授(2014 - 18年)、森美術館 理事、美術評論家である。
東京都大田区出身。最終学歴は、東京藝術大学大学院 国際芸術創造研究科 アートプロデュース専攻 後期博士課程修了、博士(学術)。

## 来歴
東京都立小山台高等学校卒業。明治学院大学経済学部商学科において、『失敗の本質：日本軍の組織論的研究』の共著者である寺本義也ゼミで学び、卒業論文は「情報化社会における企業の戦略」を執筆。1987年同大卒業後は、広告代理店に勤務。
1994年30歳の時に夏・冬のボーナス全額で、最初のコレクションとなった草間彌生の《Infinity Dots》(1953年)を購入 。以降、現在に至るまで現代アート作品のコレクションを続けている。
40代で電気通信業ベンチャーである株式会社アッカ・ネットワークスへ転職。2005年同社はJASDAQ上場を果たすが、2009年同業のイー・アクセス株式会社(2014年ワイモバイル株式会社に商号変更) に吸収合併される。吸収合併当時、宮津の役職は、コーポレイト・コミュニケーション室長。
イー・アクセス、イー・モバイルでは人事部に所属した。2015年には、ワイモバイル株式会社がソフトバンクモバイル株式会社(後に、ソフトバンク株式会社へ商号変更) に吸収合併された。
ソフトバンクでは人事部で課長職に就きながら、ソフトバンクグループ社内起業制度「ソフトバンクイノベンチャー(SoftBank InnoVenture)(現在のSBイノベンチャー株式会社) に応募し、審査に通過する。誰でもが好きなアート作品画像を用いて、オリジナル・グッズを1個から作れるアプリ「SceneMarket」を立ち上げた(2018年サービス終了)。2017年横浜美術大学 特任教授就任に就任、翌年に同大学 修復保存研究室 主任教授となる。
2020年コロナ禍で、第三代横浜美術大学 学長(2020 - 22年)に就任。入学後に専攻を決めることを柱とした「プログラム改編」をスタートさせ、財務改善施策やICTの充実といった改革を断行、志願者数、定員充足率、偏差値などを向上させると共に、大幅黒字化に成功する。また、54歳から大学院で学び直す。
2020年京都造形芸術大学 (現在の京都芸術大学) 大学院 芸術研究科 芸術環境専攻 修了、修士(学術)取得。学位論文は、「現代美術史における前衛書のリポジショニング－墨人会とその同時代表現をめぐって」。2023年東京藝術大学大学院国際芸術創造研究科アートプロデュース専攻 後期博士課程修了、博士(学術)取得。学位論文は、「芸術性と産業化の拮抗・併存が生む製陶の新規性と発展について－小森忍の事例を中心に－」

## 著作

### 単著(国内)
- 『現代アートを買おう！』集英社新書、2010年、ISBN 978-4-08-720544-2
- 『現代アート経済学』光文社新書、2014年、ISBN 978-4-33-403805-2
- 『アート×テクノロジーの時代－社会を変革するクリエイティブ・ビジネス』光文社新書、2017年、ISBN 978-4-33-403994-3
- 『今すぐスタート！「好き」から作る定年後の稼ぎ力』日経BP、2019年、ISBN 978-4-29-610530-4
- 『現代アート経済学Ⅱ－脱石油・AI・仮想通貨時代のアート』ウェイツ、2020年、ISBN 978-4-90-497930-3
- 『新型コロナはアートをどう変えるか』光文社新書、2020年、ISBN 978-4-33-404501-2
- 『現代美術史における前衛書のリポジショニング－墨人会とその同時代表現をめぐって』思文閣、2022年、ISBN 978-4-78-422021-2
- 『美術作品の修復保存入門－古美術から現代アートまで』青幻舎、2022年、ISBN 978-4-86-152888-0

### 単著(海外)
- 『用零用錢,收藏當代藝術－從0開始,上班族的藝術收藏之道與之夢』桑田德訳、Uni-Books原點出版(台湾)、2011年、ISBN 978-9-86-640842-7
- 『工薪族当代芸術収蔵之道－从現在開始, 用零用銭軽松地収蔵当代芸術吧！』宋晨希訳、金城出版社(中国)、2014年、ISBN 978-7-51-550908-2
- 『월급쟁이, 컬렉터 되다』ジ・ジョンイク訳、アートブックス社(韓国)、2016年、ISBN 978-8-96-196259-9
- 『當代藝術經濟學：後石油．AI．虛擬貨幣時代的藝術』方瑜訳、石頭出版股份有限公司(台湾)、2024年、ISBN 978-9-86-666053-5

### 主な共著
- フィルムアート社編集部編『現代アートの本当の見方－「見ること」が武器になる』フィルムアート社、2014年、ISBN 978-4-84-591445-6

## 主なコレクション展
「アートがあれば WHY NOT LIVE FOR ART?」展(グループ展)
　会期：2004年 5月26日 - 7月11日
　会場：東京オペラシティアートギャラリー(東京)
「Collection 2 -Collector's choice-」展(グループ展)
　会期：2007年 4月12日 - 7月8日
　会場：Daelim Comtemporary Art Museum(韓国・ソウル)
「癮行者－宮津大輔：一位工薪族的當代藝術收藏(Invisibleness is Visibleness－International Contemporary Art Collection of a Salaryman Daisuke Miyatsu－) 」展
　会期：2011年 7月8日 - 9月4日
　会場：MOCA TAIPEI 台北當代藝術館(台湾・台北)
　展覧会カタログ『癮行者－宮津 大輔：一位工薪族的當代藝術收藏 Invisibleness is 
Visibleness』臺北當代藝術館、2011年、　ISBN 978-9-86-866575-0
「"Similarities and differences" －Asian Contemporary media arts from Daisuke Miyatsu Collection－」
　会期：2012年6月7日 - 6月10日
　会場：BEXCO－Busan Exhibition & Convention Center(韓国・釜山)
「Vitamin Creative Space- Garden of Forking Paths－Vitamin Creative Space所属アーティストによるコレクション展：Ming Wong, Danh Vo, Cao Fei & Ou Ning, Jun Yang, 田中功起」
　会期：2012年9月16日 - 11月16日
　会場：Five Art Space(広州・中国)
「Kashiwa City Jack－Asia Pacific Contemporary media arts from Daisuke Miyatsu Collection－」
　会期：2012年10月27日 - 11月4日
　会場：柏駅周辺の市街地：東口エキサイト・ビジョン(LEDヴィジョン)、南口16面デジタル・サイネージ、カラデガナール(カラオケBOX店・一棟貸切)、そごう第二駐車場ビル外壁、アミュゼ柏(プラザ、クリスタルホール)
宮津大輔コレクションより「映像表現の現在」
　会期：2015年7月18日 - 7月28日
　会場：上野の森美術館
「第4回コレクター展(4th Annual Collectors' Contemporary Collaboration)」
　会期：2016年3月20日 - 4月10日
　会場：Hong Kong Art Center(香港)
「シンクロニシティ－宮津大輔コレクション×笠間日動美術館 響き合う近・現代美術－」
　会期：2019年3月23日 - 5月19日
　会場：笠間日動美術館 
　展覧会カタログ『シンクロニシティ－宮津大輔コレクション×笠間日動美術館 響き合う近・現代美術－』公益財団法人 日動美術財団、2019年、ISBN 978-4-60-000099-8
「宮津大輔:：25 年錄像收藏展－東亞與東南亞的境遷信號(Daisuke Miyatsu: 25 years of 
video art - A point of transit signals from East and South East Asia)」
　会期：2020年5月22日 - 2021年1月3日
　会場：金馬賓館 當代美術館(Alien Art Center)(台湾・高雄) 
特別展「エモーショナル・アジア 宮津大輔コレクション×福岡アジア美術(EMOTIONAL ASIA Miyatsu Daisuke Collection x Fukuoka Asian Art Museum)」
会期：202 2年9月15日(金)〜202 2年12月25日(日)
　メイン会場：福岡アジア美術館アジアギャラリー、サテライト会場：ボートレース福岡、幻住庵、吉塚市場リトルアジアマーケット内アジアンプラザ
　展覧会カタログ『エモーショナル・アジア 宮津大輔コレクション×福岡アジア美術館』
　福岡アジア美術館、2022年

## 芸術祭のアーティスティック・ディレクター等
「紀南アートウィーク2021」アーティスティック・ディレクター
　会場：2021年11月18日 - 11月28日
　会期：和歌山県紀南地域(田辺市/白浜町)各所
「Fukuoka Art Next Week 2022」チーフ・ディレクター
　会場：福岡市内各所
　会期：2022年9月23日 - 10月10日
「Fukuoka Art Next Week 2023」チーフ・ディレクター
　会場：福岡市内各所
　会期：2022年9月16日 ^ 10月22日

## その他活動
- 文化庁「現代美術の海外発信に関する検討会議」委員(2014 - 19年)[21]や「第1回アート市場活性化WG」メンバー[22]
- 「Asian Art Award 2017」[23]や「亞洲新星獎 2019〜24」[24]の審査員等を歴任。

## 主なメディア出演
+ TBS『マツコの知らない世界』「買える現代アートの世界」2019年6月18日放送
- NHK『クローズアップ現代』「『ウサギの彫刻』に100億円!? 現代アート高騰の舞台裏」2019年9月25日放送[26]
- 朝日新聞・夕刊(全国版)『アートの伴走者』連載
  - 第1回：「草間作品に導かれ蒐集の世界へ」2023年5月30日掲載[27]
  - 第2回：「同時代の作家と語り合う喜び」2023年6月27日掲載[28]
  - 第3回：「アーティストと建てた夢の家」2023年7月25日掲載[29]
  - 第4回：「50代で大学教授・院生に転身」2023年8月29日掲載[30]
  - 第5回：「伝統と革新性、現代アートの魅力」2023年9月26日掲載[31]

## エピソード
- 美術評論家を名乗ることに躊躇していたが、野見山暁治による最後の著書『最期のアトリエ日記』(生活の友社、ISBN 978-4-90-842938-5)で、野見山から「美術評論家」と称されたことで覚悟を決めた(同書2023年4月5日の日記、399ページ)という。
- 自宅はフランス人アーティストであるドミニク・ゴンザレス=フォルステルによって設計され、姿見(鏡)は草間彌生が、和室の襖は奈良美智が手掛けたほか、島袋道浩や、韓国のチョン・ヨンドゥらも参加した通称「ドリームハウス」と呼ばれている。
- 世界の美術館版ミシュランガイドとも称される” BMW Art Guide by Independent Collectors”[32]には、スタート時の2015年版(ISBN 978-3-77-573943-6)より毎年掲載されている[33]。また、ハンス・ウルリッヒ・オブリストによる”PLANS TO ESCAPE: DOMINIQUE GONZALEZ-FOERSTER”(“Flash Art” November-December, 2006, pp.78〜80)をはじめとして、国内外の様々なメディアにも取り上げられている[34]。
- 30代の頃より自ら「サラリーマン・コレクター」[35]と名乗っていたが、2010年頃からは中華圏を中心としたアジア諸国で「工薪族收藏家」[36]として広く認知されている。